# ドナルドの災難〜家庭篇
『ドナルドの災難～家庭篇』（ドナルドのさいなん～かていへん）または『ドナルドの家庭内事故』（ドナルドのかていないじこ、原題：How to Have an Accident in the Home）は、ウォルト・ディズニー・プロダクション（現：ウォルト・ディズニー・カンパニー）が制作したアニメーション短編映画である。ドナルドダック・シリーズの第124作である。

## あらすじ
厄病神とされるJ・J・フェイトはドナルドを例題とし、家庭内で起きる事故は厄病神の仕業ではなく、自分がしたふとしたことから起きるものだと説明する。

## スタッフ
- 製作：ウォルト・ディズニー
- 監督：チャールズ・A・ニコルズ
- 脚本：ジャック・キニー、ビル・バーグ
- 音楽：フランクリン・マークス

## キャスト
| キャラクター   | 原語版               | 旧吹き替え版 | 新吹き替え版 |
| -------------- | -------------------- | ------------ | ------------ |
| ドナルドダック | クラレンス・ナッシュ | 関時男       | 山寺宏一     |
| J.J.フェイト   | ビル・トンプソン     | ?            | ?            |